# Rueda de plegaria

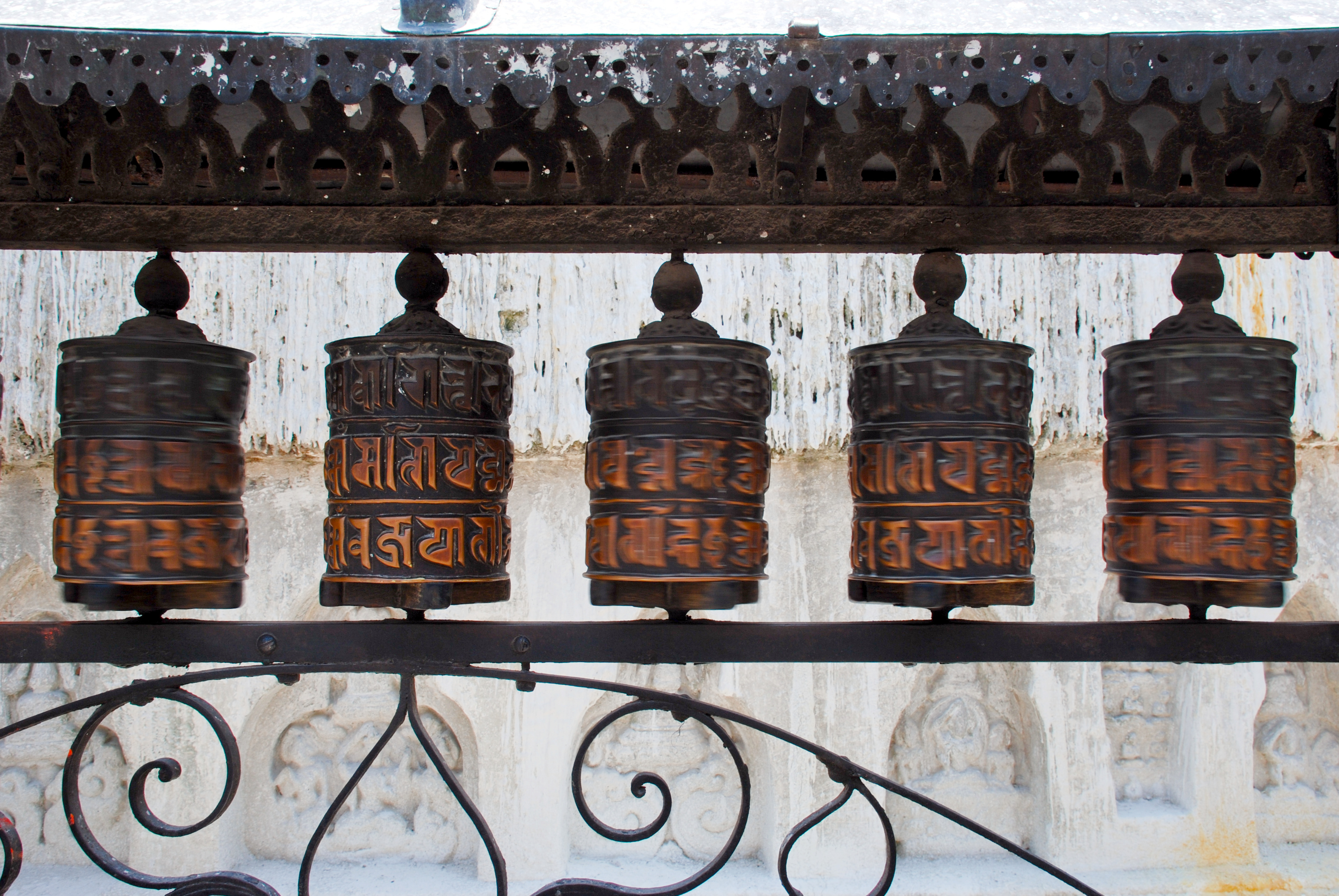
Ruedas de plegaria en Swayambhunath (Nepal).

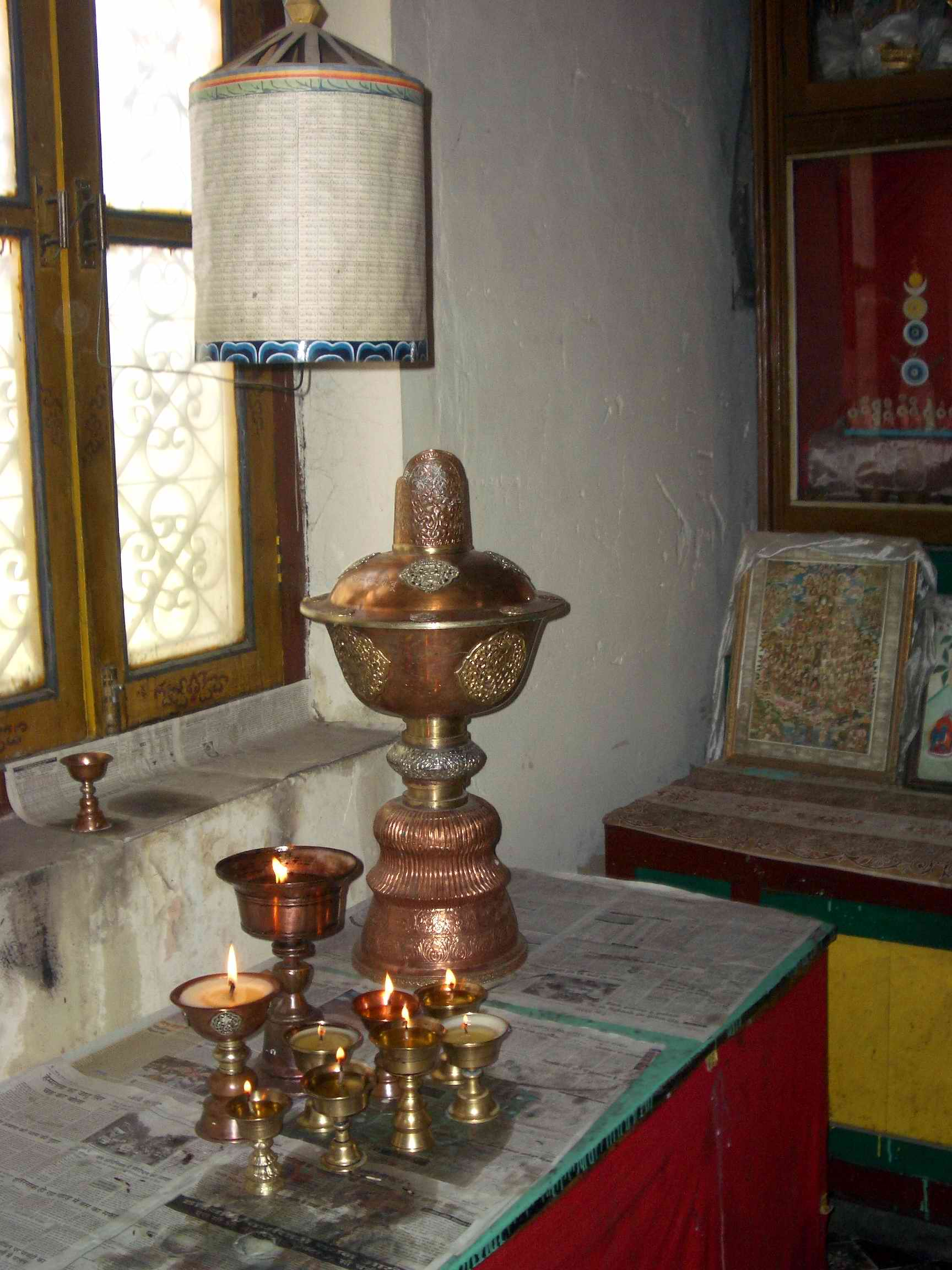
Ruega de plegaria accionada por una vela, en Manali (India).

Una rueda de plegaria es una rueda cilíndrica montada sobre un eje construida de metal, madera, piedra, cuero, o algodón en bruto. Tradicionalmente, en la superficie exterior de la rueda se encuentra escrito en alfabeto sánscrito el mantra Om mani padme hum (en tibetano: ༀམཎིཔདྨེཧཱུྃ།). También a veces posee dibujos de dakinis, protectores, y muy a menudo los ocho símbolos auspiciosos o ashta mangala. Según la tradición budista tibetana basada en textos de linaje respecto a las ruedas de plegaria, el hacer girar dicha rueda tiene el mismo efecto meritorio que recitar las plegarias.

## Nomenclatura y etimología
La rueda de plegaria o
molino de plegaria o
rueda mani
- en tibetano: mani chos-khor; siendo 
  - mani: ‘joya’ en sánscrito (y en tibetano es una contracción de la palabra sánscrita Chintamani: ‘joya de pensamiento’),
  - chos: el sánscrito dharma o deber religioso en tibetano) y
  - khorlo: el sánscrito Chakra, ‘rueda’).
- en tibetano 'khor

## Orígenes

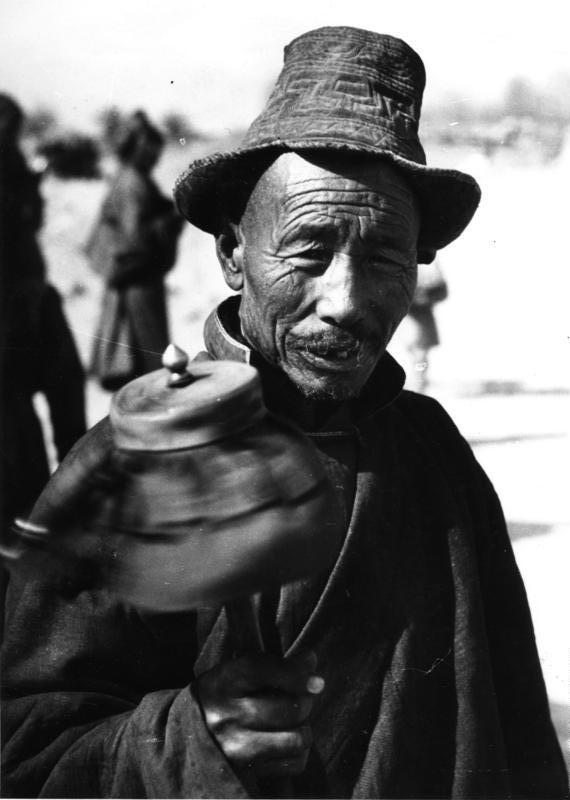
Hombre con una rueda de plegaria (hacia 1938).

El registro más antiguo de una rueda de plegaria se remonta a las anotaciones de un peregrino chino hacia el año 400 en Ladakh. El concepto de rueda de plegaria es una manifestación física de la frase «girando la rueda de dharma», que describe la manera mediante la cual enseñaba Buda Gautama.

## Práctica

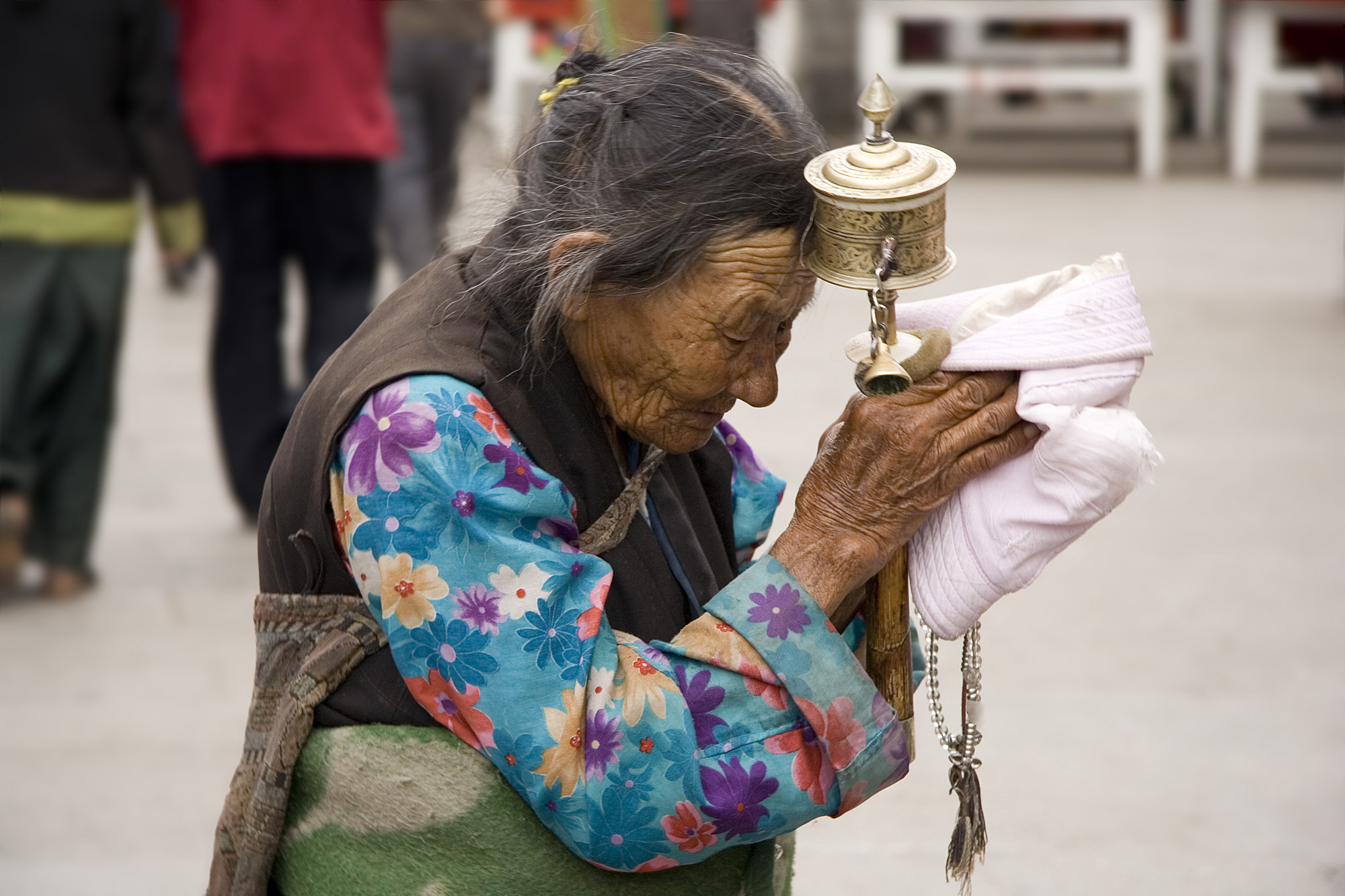
Una mujer anciana de Tíbet con una rueda de plegaria.

Según los textos antiguos sobre las ruedas de plegaria, las ruedas de plegaria son utilizadas para acumular sabiduría y mérito (karma bueno) y para purificar los elementos negativos (karma malo). En el budismo, los Budas y Bodhisattvas han creado una variedad de formas (upaya) para ayudar a que los practicantes se aproximen aún más a la iluminación. La idea de mantras rotativos se relaciona con numerosas prácticas del Tantra en las cuales el practicante visualiza mantras que giran alrededor de los nadis (‘ríos’, canales de energía) y especialmente alrededor del chakrá meridional, tal como el corazón y la corona. Por lo tanto las ruedas de plegaria son una ayuda visual para desarrollar la capacidad propia para este tipo de visualizaciones tántricas.
El método para aquellos que oran con una rueda de plegaria es muy específico (con pequeñas variaciones de acuerdo a las diferentes sectas budistas). El practicante hace girar por lo general la rueda en sentido horario, en la dirección en la que los mantras están escritos, que es la dirección del sol cruzando el cielo. En raras ocasiones, practicantes tántricos avanzados como Senge Dongma, la dakini cara de león gira la rueda contra reloj para manifestar una energía de protección más colérica. A medida que el practicante gira la rueda, lo mejor es focalizar la mente y repetir el mantra «Om mani padme hum». No solo esto incrementa el mérito ganado por el uso de la rueda sino también es una técnica de estabilización de la mente, que enseña a la mente mientras el cuerpo está en movimiento.
Al entonar el mantra mani de manera consciente, la motivación del Bodhicitta (la mente noble que aspira a una iluminación para el beneficio de todos los seres) mejora drásticamente los efectos de la rueda de plegaria. Es de destacar que se indica que incluso girando la rueda distraídamente también trae beneficios y méritos y se afirma que en el texto de la rueda que incluso un insecto que cruza la sombra de la rueda se verá beneficiado. Un giro tiene un mérito equivalente al de leer la inscripción en voz alta, cuantas más veces esté escrito el mantra «Om mani padme hum» en la rueda, más poderosa es la rueda de plegaria (ya que el mantra será repetido más veces). Es mejor girar la rueda a un ritmo suave, no demasiado rápido o frenéticamente. Mientras se gira suavemente tener en cuenta la motivación y el espíritu del bodhicitta. Los beneficios atribuidos a la práctica de girar la rueda son vastos. No solo sabiduría, compasión y el despertar de bodhicitta en el practicante, sino también el desarrollo de los siddhis (poderes mentales como clarividencia, precognición, leer los pensamientos de otro, etc.). El practicante puede repetir el mantra cuantas veces sea posible mientras gira la rueda, estabilizando la mente calmada y meditativa. Al final de la sesión de práctica en la tradición budista tibetana se dedican todos los méritos acumulados al beneficio de los seres sintientes. Luego se repite «om ah hum» tres veces. Esto es consuetudinario con el final de cualquier práctica budista tibetana, incluida la rueda de plegaria.

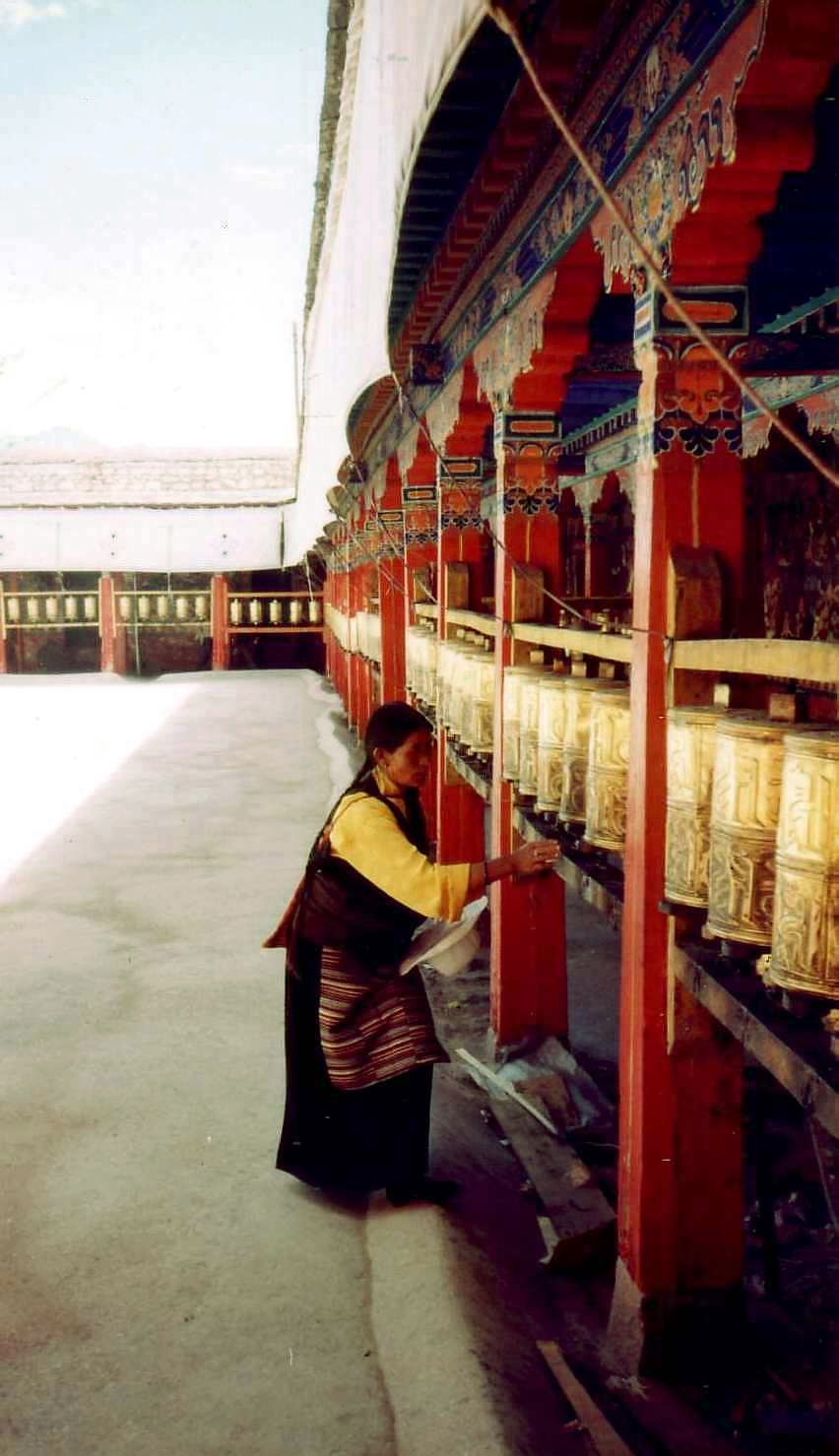
Ruedas de plegaria en Nechung Chok (Lhasa).

Thubten Zopa Rimpoche comenta que instalar una rueda de plegarias tiene la capacidad de transformar un lugar “...apacible, agradable y conducente a la mente”. Se dice que el simple hecho de tocar una rueda de plegaria trae gran purificación al karma negativo.

## Om mani padme hum
El mantra más utilizado en las ruedas de plegaria es Om mani padme hum. Según la creencia este mantra es la vibración resonante que ayuda a que un ser humano capture las energías que iluminan. También la creencia indica que este mantra fue presentado al hombre por la deidad Avalokiteshvara (Sánscrito) o Chenrezig (Tibetano), que es plena de compasión. Mediante el canto del mantra la persona armoniza en la resonancia coral de la compasión pura. Esto suele producir un efecto calmante que permite a uno domar, abrir y desarrollar la mente.

## Tipos

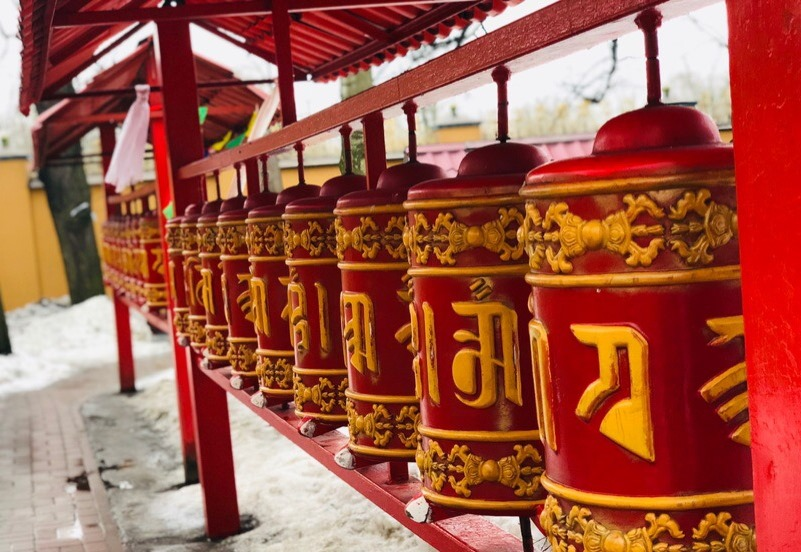
Rueda de plegaria en el templo budista de San Petersburgo

### Rueda Mani
La rueda Mani, o la rueda de plegaria de mano, es un cuerpo cilíndrico montado sobre un mango de madera o metálico. El cilindro es ponderado con una cuerda o una cadena, haciéndolo girar por suaves rotaciones el mantra que contiene.

### Ruedas de agua
Este tipo de rueda de plegaria es simplemente una rueda de plegaria que es girada por la corriente del agua. El agua que es tocada por la rueda se dice que se convierte en bendecida, y leva poderes purificadores a las formas de vida en océanos y lagos que alimenta.

### Rueda de fuego
Esta rueda es girada por el calor de una candela o por luz eléctrica. La luz emitida desde la rueda de plegaria entonces purifica los karmas negativos de los entes vivientes que toca.

### Rueda de viento
Esta rueda es impulsada por el viento. El viento que toca la rueda de plegaria ayuda a aliviar el karma negativo de los que la tocan.

### Ruedas de plegaria estacionarias
Muchos monasterios alrededor de Tíbet tiene muchas ruedas de metal fijas puestas lado a lado en una fila. Los transeúntes pueden hacer girar la fila entera simplemente deslizando las manos sobre cada una de las ruedas.

### Ruedas del dharma eléctricas
Algunas ruedas son alimentadas con motores a corriente eléctrica. “Thardo Khorlo”, como estas ruedas eléctricas son algunas veces conocidas, contienen miles de copias del mantra de Chenrezig y muchas copias de otros mantras. El thardo khorlo puede ser acompañado de luces y música si uno lo elige. De cualquier modo, el lama Zopa Rinpoche ha dicho: «El mérito de girar una rueda eléctrica va a la compañía de electricidad. Esto es por lo cual prefiero que los practicantes usen su propia “energía correcta” para hacer girar la rueda».

### Ruedas de plegaria digitales
El dalái lama ha comentado que los archivos/ficheros GIF con ruedas de plegaria que se encuentran en sitios web funcionan como ruedas de plegarias.[cita requerida]
Si se guarda el texto del mantra «Om mani padme hum» o la imagen ༀམཎིཔདྨེཧཱུྃ། (el mantra en idioma tibetano) o cualquier otro mantra en el disco rígido, este puede actuar de manera similar a una rueda de plegaria, ya que gira a varios miles de rotaciones por minuto.
Según el lama Zopa Rinpoche, el buen karma generado por el giro de estas ruedas de plegaria va a la empresa de electricidad o cualquier otra relacionada con el disco rígido.

### Ruedas de plegaria operadas por Internet
Este tipo de rueda de plegaria es una rueda de plegaria estacionaria eléctrica que puede ser accionada en una interfaz web. Antes de hacer girar la rueda, se puede ingresar un deseo o un mantra.

## Galería

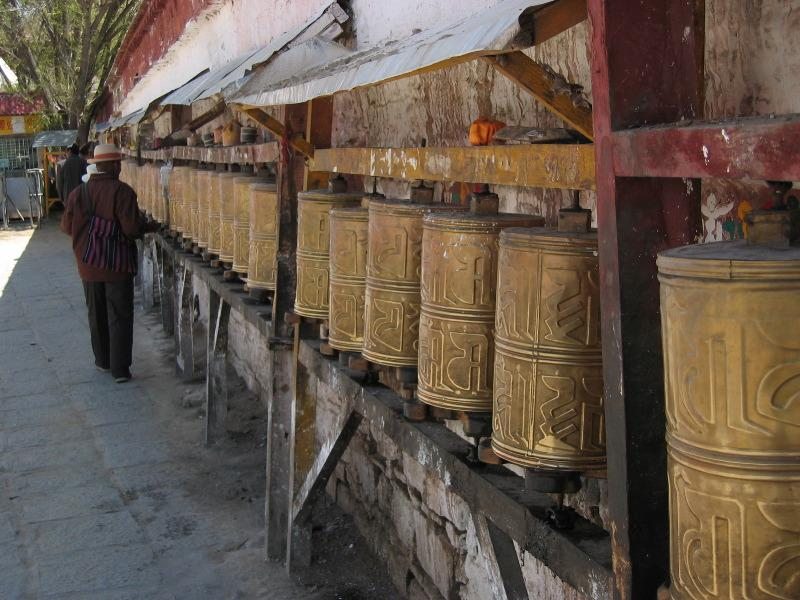
Ruedas de plegaria en el Monasterio de Samye.
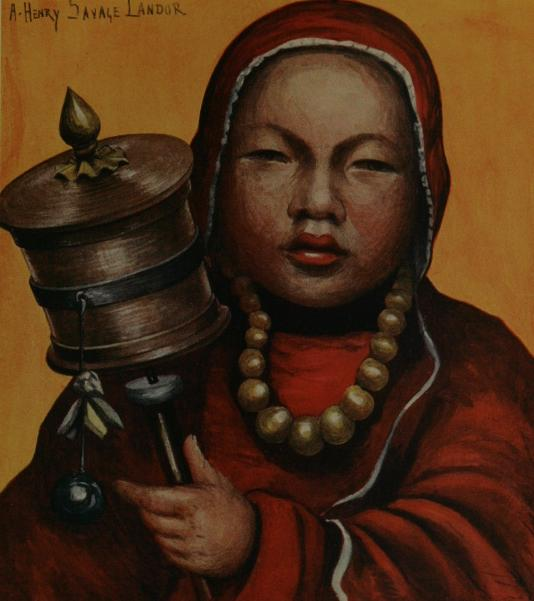
Niño con una rueda de plegaria.
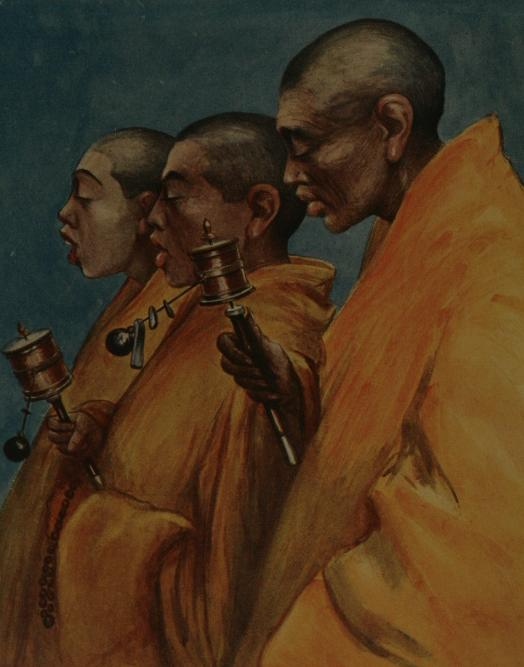
Ilustración de 1905 de monjes con ruedas de plegaria.
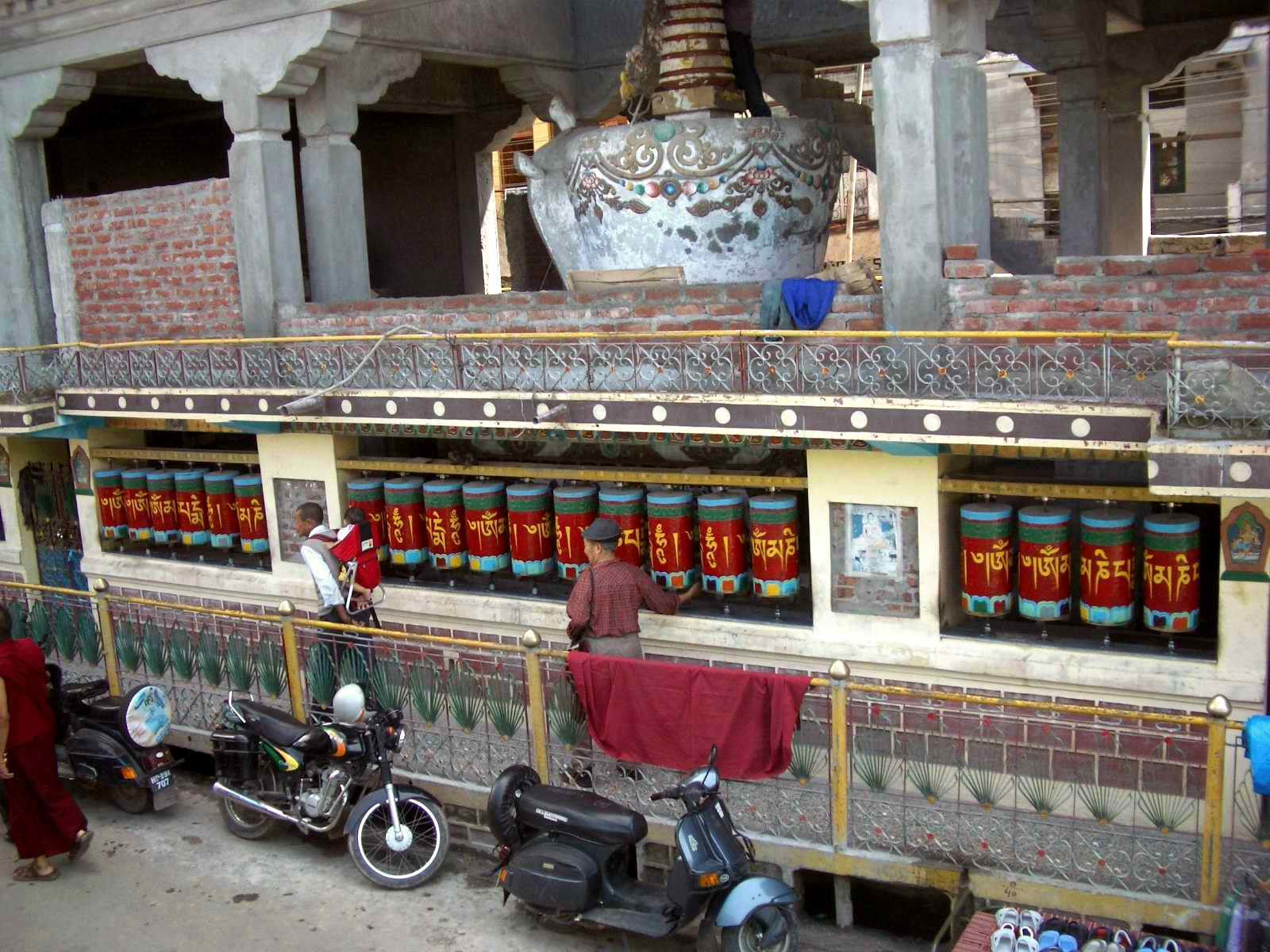
Stupa con ruedas de plegaria. Calle principal de McLeod Ganj.
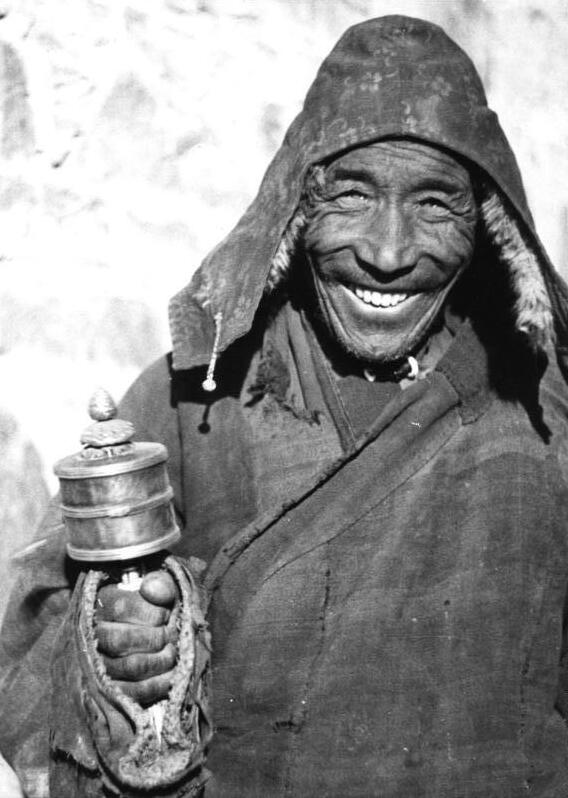
Monje con rueda de plegaria (1938).
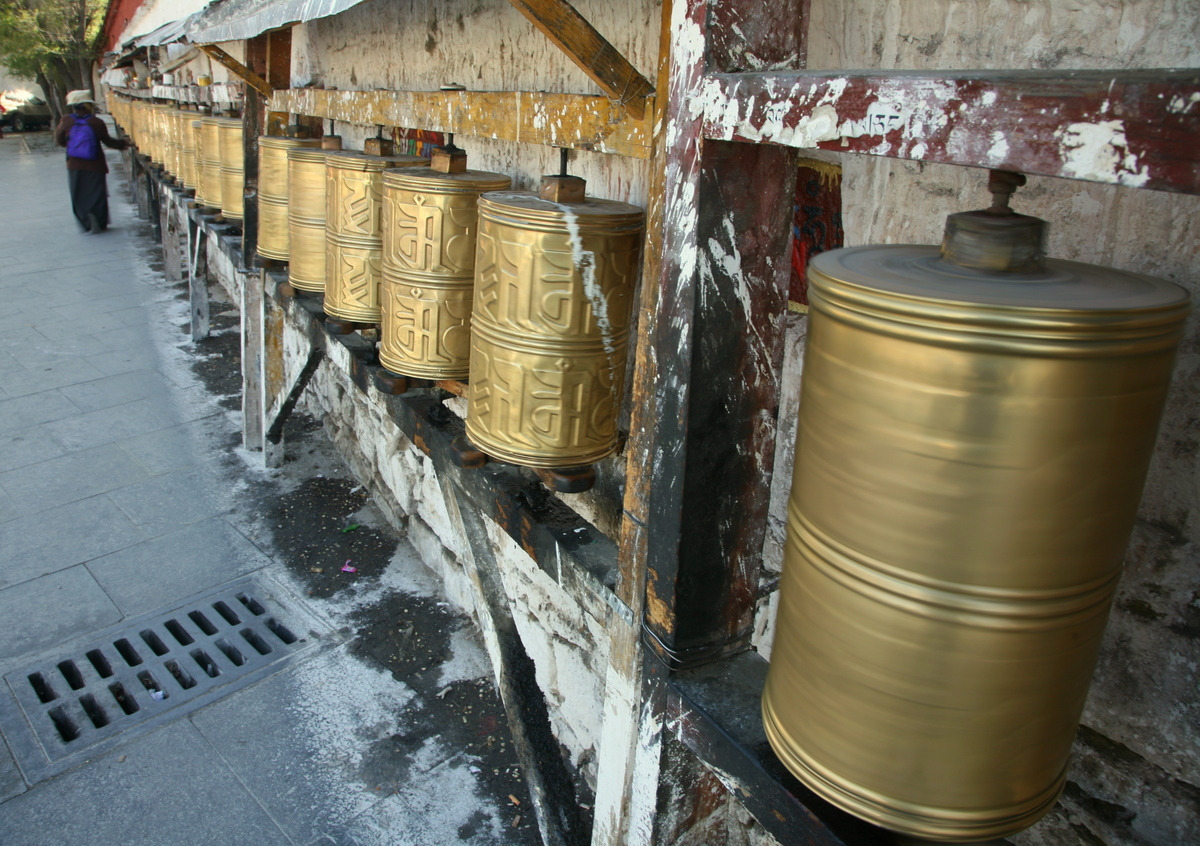
Ruedas de plegaria al pie del Potala en Lhasa (Tíbet).